# Petr Hájek (matematik)
Petr Hájek (6. února 1940 Praha – 26. prosince 2016) byl český vědec v oblasti matematické logiky a profesor matematiky.

## Profesní život
Vystudoval Matematicko-fyzikální fakultu Univerzity Karlovy v Praze a Hudební fakultu Akademie múzických umění (hru na varhany). Pracoval v Ústavu informatiky Akademie věd České republiky, přednášel na Matematicko-fyzikální fakultě UK a Fakultě jaderné a fyzikálně inženýrské ČVUT.[zdroj?] Věnoval se teorii množin, aritmetice, později logice a umělé inteligenci. Položil matematické základy fuzzy logiky. Nikdy nebyl členem žádné politické strany; odmítl spolupráci s StB. Jak docentem (1993), tak profesorem (1997) byl jmenován až po sametové revoluci. V letech 1992–2000 byl ředitelem Ústavu informatiky Akademie věd České republiky, v letech 1996–2003 prezidentem Společnosti Kurta Gödela (Kurt Gödel Society). Od roku 1996 byl členem Učené společnosti České republiky. V roce 2006 mu prezident České republiky Václav Klaus udělil medaili Za zásluhy o stát v oblasti vědy a o dva roky později obdržel čestný doktorát od Slezské univerzity v Opavě.

## Osobní život
Dálkově vystudoval hru na varhany na AMU u profesora Jiřího Reinbergera. Po čtyřicet let[zdroj?] působil jako varhaník pražského evangelického kostela sv. Klimenta.
Jeho synem je básník Jonáš Hájek.

## Dílo (spoluautor)
- Petr Hájek, Pavel Kalášek, Petr Kůrka: O dynamické logice. Praha : Academia, 1960, 42 s.
- Petr Vopěnka, Petr Hájek: The Theory of Semisets. Praha : Academia, 1972 [Z češ. do angl. přel. T. Jech a G. Rousseau].
- Petr Hájek, Tomáš Havránek, Metoděj K. Chytil: Metoda GUHA : automatická tvorba hypotéz. Praha : Academia, 1983.
- Petr Hájek, Pavel Pudlák: Metamathematics of First-Order Arithmetic. Berlin : Springer, 1993, 460 s.
- Petr Hájek: Metamathematics of Fuzzy Logic. Dordrecht: Kluwer 1998, 297 s.